# 肝付兼満
肝付 兼満（きもつき かねみつ）は、江戸時代中期から後期にかけての薩摩藩士。喜入肝付氏8代当主。
喜入肝付氏は肝付氏12代・肝付兼忠の三男・兼光を祖とする庶流。
宝暦5年（1755年）、肝付兼伯の子として生まれる。宝暦11年（1761年）、父の死去により家督相続する。明和2年（1765年）、藩主・島津重豪の加冠で元服する。
安永3年（1774年）、火消奉行を拝命する。天明3年（1783年）、領内喜入浜の石垣普請を行う。寛政2年（1790年）、百引郷地頭職となる。寛政6年（1794年）、隠居して家督を子・兼般に譲る。
文化元年（1804年）10月24日没。享年50。